# Alstroemeria ligtu
Alstroemeria ligtu, ligtú de Chile, yuto o liuto,  es una especie fanerógama perteneciente a la familia Alstroemeriaceae.

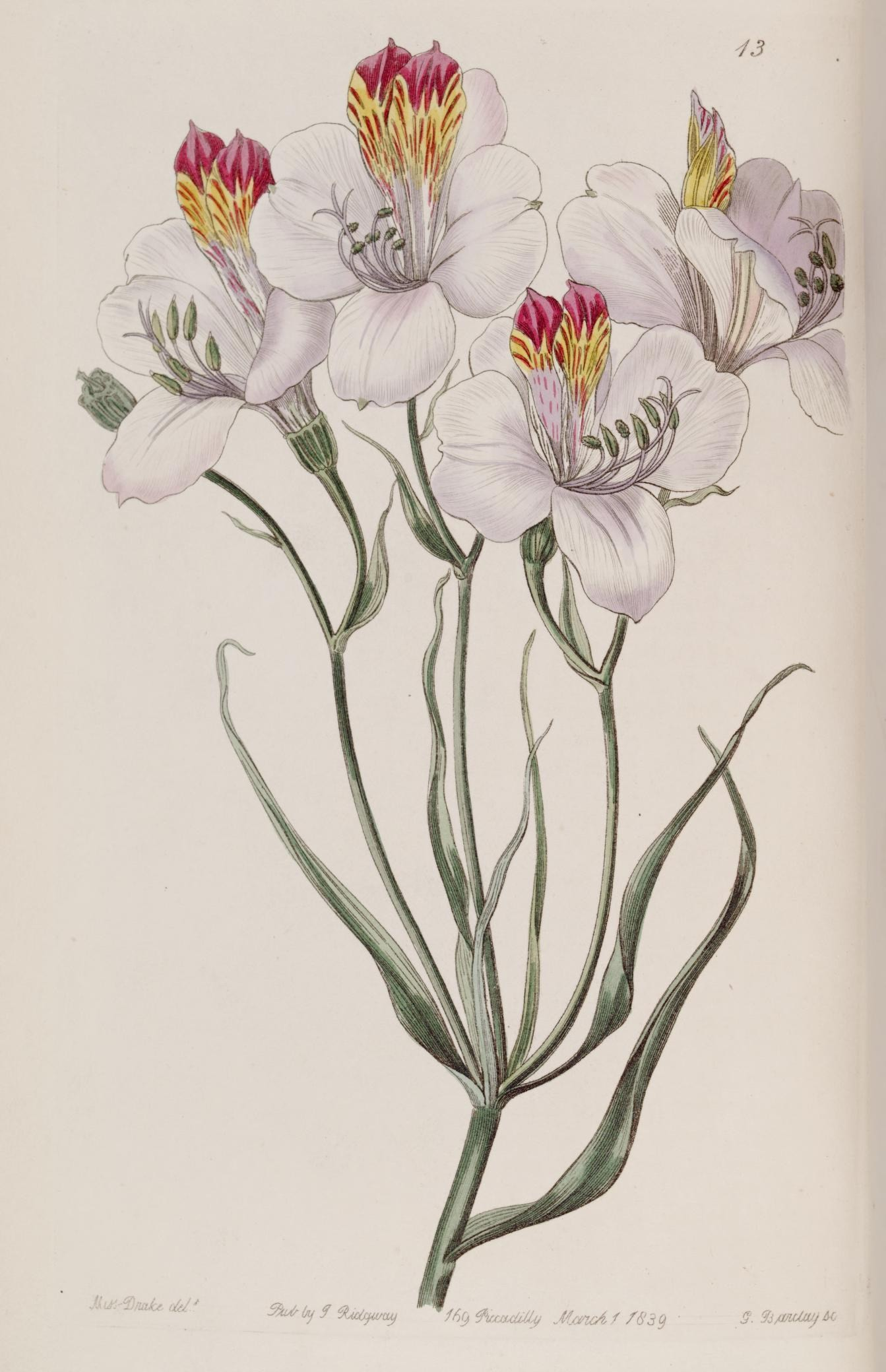

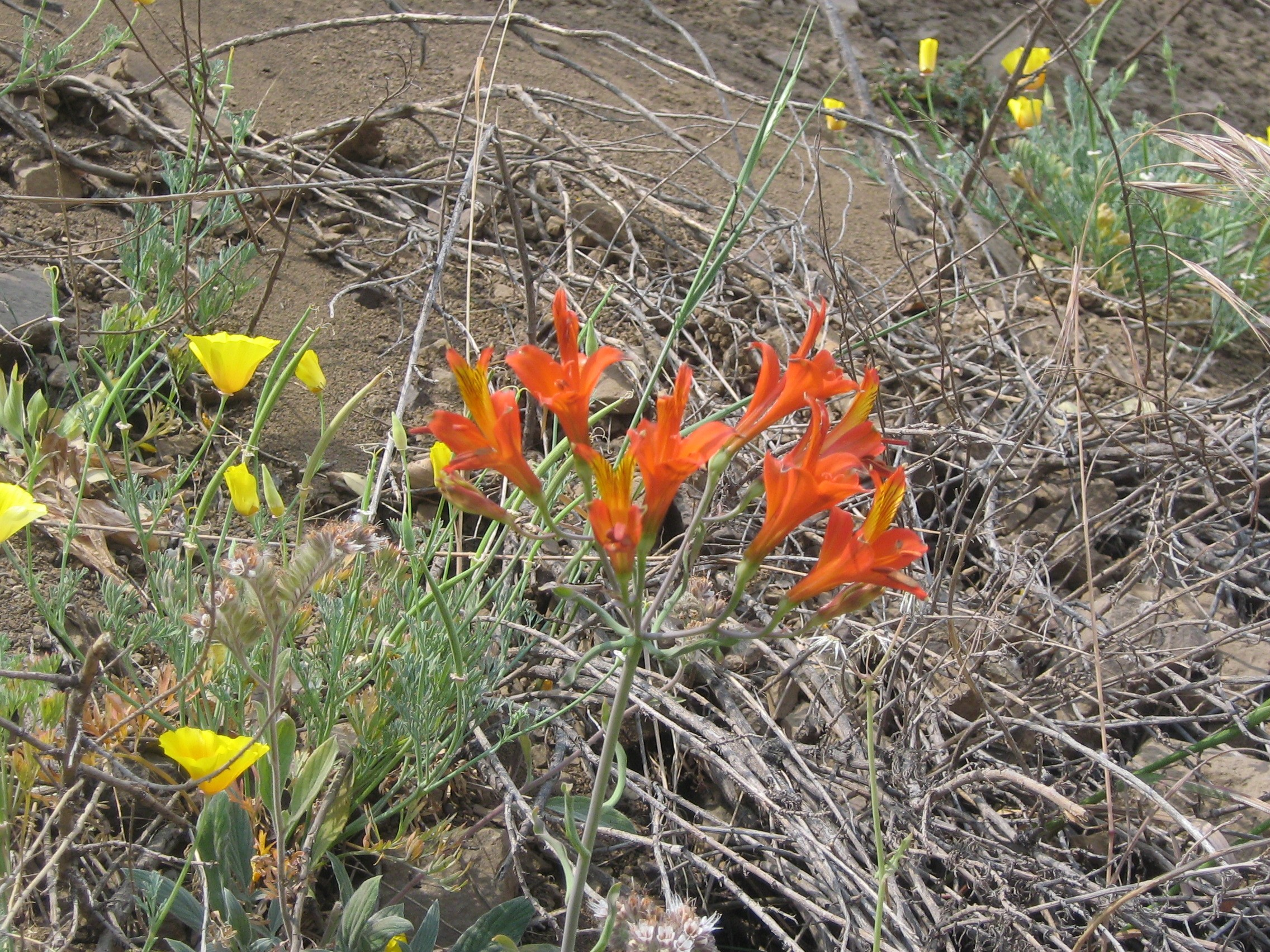
Vista de la planta

## Hábitat
Es endémica de la zona central de Chile, donde crece en suelos pedregosos y arenosos.

## Descripción
Herbácea rizomatosa con raíces reservantes que alcanzan los 40 cm de profundidad. Hojas revolutas, lanceoladas con papilas en los bordes, glaucas y brillantes.
Florece a fines de la primavera y principios de verano ( fines de octubre hasta fines de noviembre) y presenta una altura entre 60 cm y 1 m. Su fruto es una cápsula con dehiscencia explosiva que esparce sus semillas rojizas hasta 4 metros de distancia. Sus raíces fibrosas producen una abundante fécula que era muy apreciada como alimento por los indígenas chilenos. Las flores son de variados colores, usualmente lilas y rosadas, rojizas o blanquecinas. En la naturaleza presenta 3 subespecies reconocibles por el color de su floración. En los jardines se recomienda cultivarla en un suelo bien drenado a pleno sol.

## Taxonomía
Alstroemeria ligtu fue descrita por (L.) Curtis, y publicado en Species Plantarum, Editio Secunda 462. 1762.
Etimología
Alstroemeria: nombre genérico que fue nombrado en honor del botánico sueco barón Clas Alströmer (Claus von Alstroemer) por su amigo Carlos Linneo.
ligtu: epíteto
Sinonimia
- Alstroemeria curtisiana Schult. & Schult.f.
- Alstroemeria filipendula Seub.
- Alstroemeria fluminensis M.Roem.
- Alstroemeria rubra Morel[5]

Subespecies
- Alstroemeria ligtu subsp. incarnata Ehr.Bayer, Gatt. Alstr. Chile: 156 (1986 publ. 1987). Centro de Chile a oeste de Argentina.
- Alstroemeria ligtu subsp. ligtu. al centro de Chile.
- Alstroemeria ligtu subsp. simsii (Spreng.) Ehr.Bayer, Gatt. Alstr. Chile: 144 (1986 publ. 1987). Centro de Chile.
- Alstroemeria ligtu subsp. splendens Muñoz-Schick, Not. Mens. Mus. Nac. Hist. Nat. 352: 22 (2003). Chile (Maule).